# Küdema
Küdema (Duits: Kiddemetz) is een plaats in de Estlandse gemeente Saaremaa, provincie Saaremaa. De plaats heeft de status van dorp (Estisch: küla).
Tot in oktober 2017 lag Küdema in de gemeente Mustjala. In die maand ging Mustjala op in de fusiegemeente Saaremaa.

## Bevolking
Het dorp had 40 inwoners op 31 december 2011 en 43 inwoners op 31 december 2021.

## Ligging
Küdema ligt aan de Baai van Küdema (Estisch: Küdema laht). Een groot deel van de oevers van de baai, ook de oever bij het dorp zelf, is onder de naam Küdema lahe hoiuala een beschermd natuurgebied. Ten zuiden van het dorp ligt een doline met de naam Küdema kurisu (‘kloof van Küdema’), die eveneens beschermd is.

## Geschiedenis
Küdema werd voor het eerst genoemd in 1522 onder de Duitse naam Kiddemetz, een haven aan de Kiddemetz-Bucht (Baai van Küdema). In 1565 gaven de toenmalige Deense heersers over het eiland Saaremaa Kiddemetz en omgeving in leen aan Friedrich Graß. Dat werd het landgoed Kiddemetz, ook wel Kudemetz. Het bleef tot 1656 in het bezit van de familie Graß. In 1749 voegde Johann Gustav von Güldenstubbe, de toenmalige eigenaar, het landgoed Ochtjas (Ohtja) aan zijn bezittingen toe. Ochtjas was vanaf dat moment een ‘semi-landgoed’ (Duits: Beigut, Estisch: poolmõis), een landgoed dat deel uitmaakt van een groter landgoed, in dit geval Kiddemetz.
De laatste eigenaar voor het landgoed in 1919 door het onafhankelijk geworden Estland werd onteigend was Walter von Ditmar.